# Godeč
Godeč (búlgaro:Годеч) é uma cidade da Bulgária, localizada no distrito de Sófia. A sua população era de 4,407 habitantes segundo o censo de 2010.

## População
| Godeč | Godeč | Godeč | Godeč | Godeč | Godeč | Godeč | Godeč | Godeč | Godeč | Godeč | Godeč | Godeč | Godeč | Godeč | Godeč | Godeč | Godeč | Godeč | Godeč |
| --- | ----- | ----- | ----- | ----- | ----- | ----- | ----- | ----- | ----- | ----- | ----- | ----- | ----- | ----- | ----- | ----- | ----- | ----- | ----- |
| Ano | 1887  | 1910  | 1934  | 1946  | 1956  | 1965  | 1975  | 1985  | 1992  | 2001  | 2002  | 2003  | 2004  | 2005  | 2006  | 2007  | 2008  | 2009  | 2010  |
| População |       |       |       | …     | 2,915 | 3,549 | 5,194 | 5,425 | 5,430 | 5,020 | 4,976 | 4,911 | 4,845 | 4,756 | 4,663 | 4,572 | 4,507 | 4,477 | 4,407 |
| Fontes: Instituto Nacional de Estatísticas, „citypopulation.de“, „pop-stat.mashke.org“, Bulgarian Academy of Sciences |       |       |       |       |       |       |       |       |       |       |       |       |       |       |       |       |       |       |       |